# Krasimir Gajdarski
Krasimir Gajdarski (bg.Красимир Гайдарски) (ur. 23 lutego 1983) – bułgarski siatkarz, reprezentant kraju, grający na pozycji środkowego. Wraz z reprezentacją zdobył brązowy medal na Mistrzostwach Świata w 2006 roku rozgrywanych w Japonii. Od sezonu 2019/2020 występuje w drużynie Dobrudża Dobricz.

## Sukcesy klubowe
Mistrzostwo Bułgarii:
- 2002, 2003, 2004, 2005, 2006, 2009, 2017
- 2007, 2014
- 2013, 2018, 2019, 2020

Puchar Bułgarii:
- 2004, 2006

Mistrzostwo Grecji:
- 2009
- 2008

Puchar Grecji:
- 2009

Puchar Challenge:
- 2010

Mistrzostwo Iranu:
- 2012

Klubowe Mistrzostwa Azji:
- 2012

Superpuchar Bułgarii:
- 2016

## Sukcesy reprezentacyjne
Mistrzostwa Juniorów Państw Bałkańskich:
- 2003

Mistrzostwa Świata Juniorów:
- 2003

Mistrzostwa Świata:
- 2006

Puchar Świata:
- 2007

Mistrzostwa Europy:
- 2009